# Fiducia supplicans
Fiducia supplicans ('Cầu xin sự tin tưởng') là một tuyên ngôn năm 2023 về Giáo lý Công giáo cho phép các linh mục ban phước lành cho các cặp đôi không được xem là kết hôn theo giáo luật, bao gồm cả việc ban phước lành cho các cá nhân có quan hệ cùng giới. Tuyên ngôn được đề ngày 18 tháng 12 năm 2023 và công bố cùng ngày do Bộ Giáo lý Đức tin (DDF) của Tòa Thánh và được chấp thuận bằng chữ ký của Giáo hoàng Phanxicô. Đây là tuyên bố đầu tiên được DDF ban hành kể từ Dominus Iesus vào năm 2000.
Fiducia supplicans được cho là có nhiều cách giải thích khác nhau. Giáo hoàng Phanxicô khuyên răn các quan chức Vatican nên tránh "các quan điểm tư tưởng cứng nhắc" sau khi tuyên ngôn được ban hành. Fiducia supplicans được xem như sự đảo ngược phán quyết năm 2021 trước đó của Tòa Thánh vốn cấm ban phước lành cho các cặp đôi cùng giới.

## Bối cảnh
Vào năm 2021, Bộ Giáo lý Đức tin đã ban hành responsum ad dubium ('phản ứng với sự nghi ngờ') đã trả lời "không" cho câu hỏi liệu giáo hội có "ban phước lành cho các cặp đôi cùng giới tính". Lý do cho câu trả lời đó cũng đã được nêu trong phần giải thích kèm theo. Fiducia supplicans được cho là đã đảo ngược phán quyết vào năm 2021 này.

## Nội dung
Fiducia supplicans đã làm rõ và cải cách về quan điểm của Giáo hội đối với những mối quan hệ được xem là "bất thường", tức là những mối quan hệ đơn phối ngẫu, có tình cảm kéo dài theo thời gian và không kết hôn. Điều đáng chú ý nhất là tuyên ngôn cho phép linh mục và phó linh mục Công giáo thực hiện "ban phước lành tự nhiên" cho các cặp đôi cùng giới, cũng như các cặp đôi dị giới chưa kết hôn và các cặp đôi đã ly hôn nhưng chưa được giáo hội hủy hôn nhân, nhưng chỉ để họ "có thể thực hiện trọn vẹn ý muốn [của Chúa]". Trong một cuộc phỏng vấn, Đức Hồng Y Víctor Manuel Fernández, Tổng trưởng DDF, giải thích những lời ban phước lành như vậy áp dụng cho các cặp vợ chồng và "các sự kết hợp không được ban phước lành, vì những lý do mà tuyên ngôn liên tục giải thích về ý nghĩa thực sự của hôn nhân Kitô giáo và quan hệ tình dục".

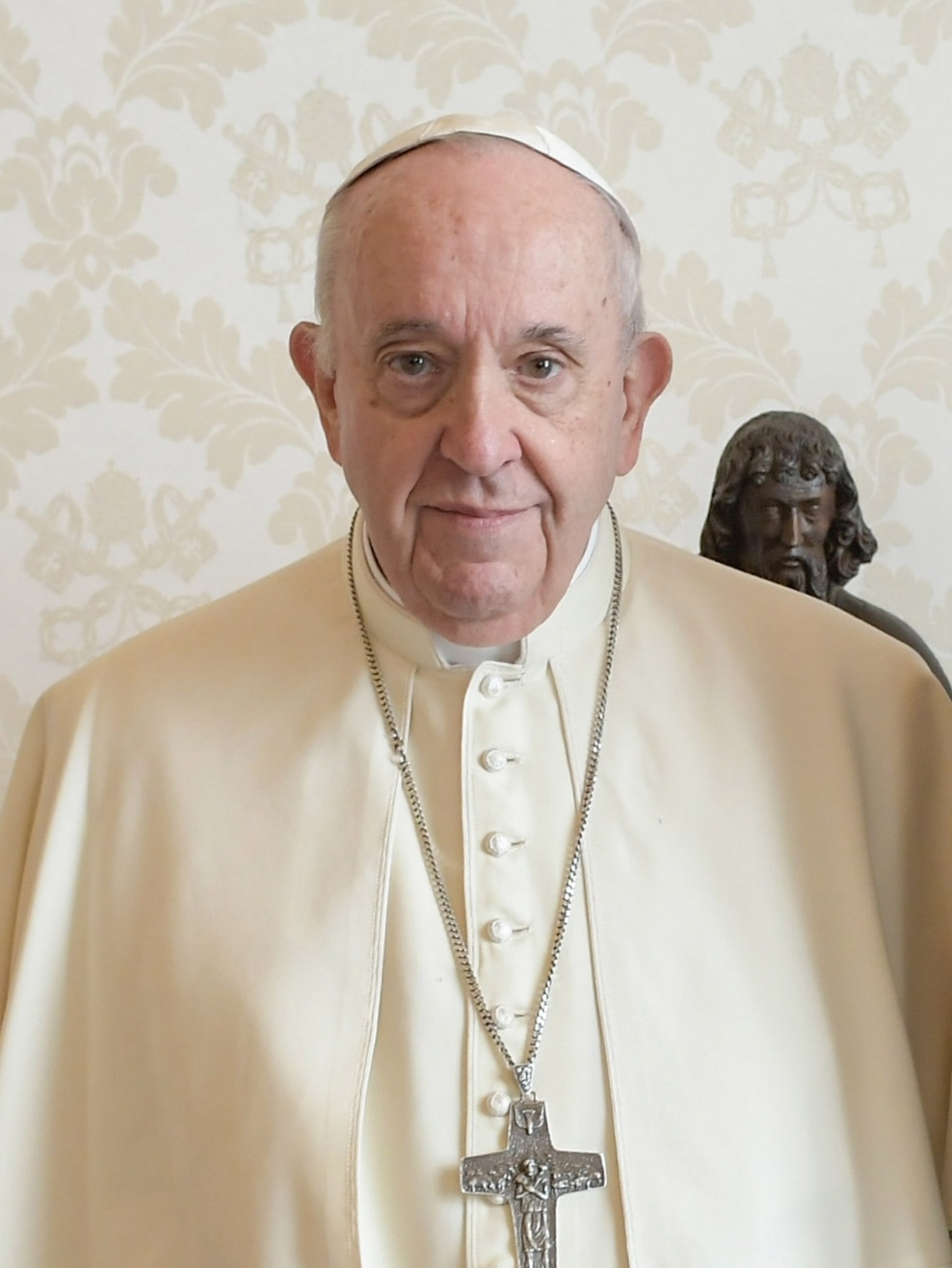
Giáo hoàng Phanxicô (ảnh năm 2021) đã ký tuyên ngôn.

Tuyên ngôn cũng nêu chi tiết rằng kiểu ban phước lành không chính thức và tự phát như vậy không phải là một bí tích hay nghi thức của Giáo hội cho nên không có nghi lễ đặc biệt nào được thực hiện nó. Tài liệu cũng khẳng định quan hệ tình dục chỉ được hợp pháp trong hôn nhân, vì vậy các cặp đôi dị tính được khuyến khích kết hôn và không cho phép ban phước lành này thay thế thay cho hôn nhân. Tất cả các mối quan hệ tình dục ngoài hôn nhân đều bị Giáo hội xem là tội lỗi và sẽ vẫn tiếp tục là như vậy, đó là lý do mà tại sao nhiều người lại yêu cầu xem xét những ảnh hưởng có thể tồn tại có liên quan giữa hai người cùng giới. Sự hấp dẫn tình dục giữa hai người cùng giới không bị lên án theo đạo đức tình dục của Giáo hội Công giáo nhưng hành vi tình dục thì bị lên án.
Fiducia supplicans không đưa ra những thay đổi liên quan đến thể chế hôn nhân trong Giáo hội Công giáo. Hôn nhân vẫn chỉ được hiểu là sự kết hợp giữa một nam và một nữ, loại trừ các cuộc hôn nhân không dị tính và đơn phối ngẫu, chẳng hạn như hôn nhân cùng giới, cũng như dị tính luyến ái hoặc song tính luyến ái hai vợ một chồng và đa thê.

## Phản ứng
Tại Bỉ, Giám mục Antwerp Johan Bonny đã ca ngợi quyết định này là "tiến tới" sự công nhận trong tương lai về bí tích hôn nhân cùng giới trong Giáo hội Công giáo. Theo Đức Tổng Giám mục Franz Lackner của Salzburg, về cơ bản tuyên ngôn này có nghĩa "người ta sẽ không còn có thể nói không" với việc ban phước lành cho những kết hợp cùng giới. Geert De Kerpel, người phát ngôn của Giáo hội Công giáo Bỉ cho rằng tuyên ngôn không tác động địa phương vì các cặp đôi cùng giới đã được ban phước tại đây, tuy nhiên tuyên ngôn giờ đây sẽ giúp nó được áp dụng chính đáng ở cấp độ quốc tế. James Martin, một linh mục Dòng Tên người Mỹ đã gọi tuyên ngôn này là "một bước tiến quan trọng trong mục vụ của nhà thờ đối với cộng đồng LGBTQ" và chứng tỏ nhà thờ khẳng định mong muốn của các cặp đôi cùng giới "có sự hiện diện và giúp đỡ của Chúa trong các mối quan hệ cam kết và yêu thương của họ". Ngày hôm sau, ông đã ban phước lành cho một cặp đôi đồng giới đã kết hôn.
Ở Ấn Độ, Đức Tổng Giám mục Victor Lyngdoh của Shillong, đã cấp một lá thư cho các giáo sĩ và những người theo dõi, nhắc lại tuyên ngôn Fiducia supplicans. Ngoài ra, ông cũng nhấn mạnh rằng phước lành không nên bị hiểu sai khi hầu hết các phước lành của Giáo hội được trao khi kết thúc, ông đã vẽ Giáo hoàng Phanxicô, thúc giục trung thành "tránh" trở thành "những linh mục chỉ biết từ chối, bác bỏ và loại trừ".
Hội đồng Giám mục Hoa Kỳ (USCCB) đã đưa ra tuyên bố chỉ ra Tuyên ngôn đã đưa ra "một sự khác biệt giữa phước lành phụng vụ (bí tích) và phước lành mục vụ", và tuyên bố khẳng định "giảng dạy về hôn nhân không thay đổi". Giám mục người Mỹ Robert Barron, người giữ chức vụ Chủ tịch Ủy ban USCCB về giáo dân, hôn nhân, đời sống gia đình và thanh niên cho biết tuyên ngôn không thể hiện sự thay đổi học thuyết Công giáo về tình dục và hôn nhân. Hội đồng Giám mục Canada cũng cho rằng tuyên ngôn đã khẳng định việc giảng dạy "một cách rõ ràng" về hôn nhân. Giám mục người Đan Mạch Czeslaw Kozon cho rằng có một vấn đề không phải với nội dung trong tuyên ngôn "mà là cách nó được tiếp nhận và giải thích". Chủ tịch Hội đồng Giám mục Ghana, Giám mục Matthew Kwasi Gyamfi khẳng định, "Điều mọi người không hiểu là nếu một cặp đôi cùng giới đến linh mục để ban phước lành cho họ, và Giáo hoàng nói có, ta đang ban phước lành cho mọi người chứ không phải kết đôi".